# Johann Basedow

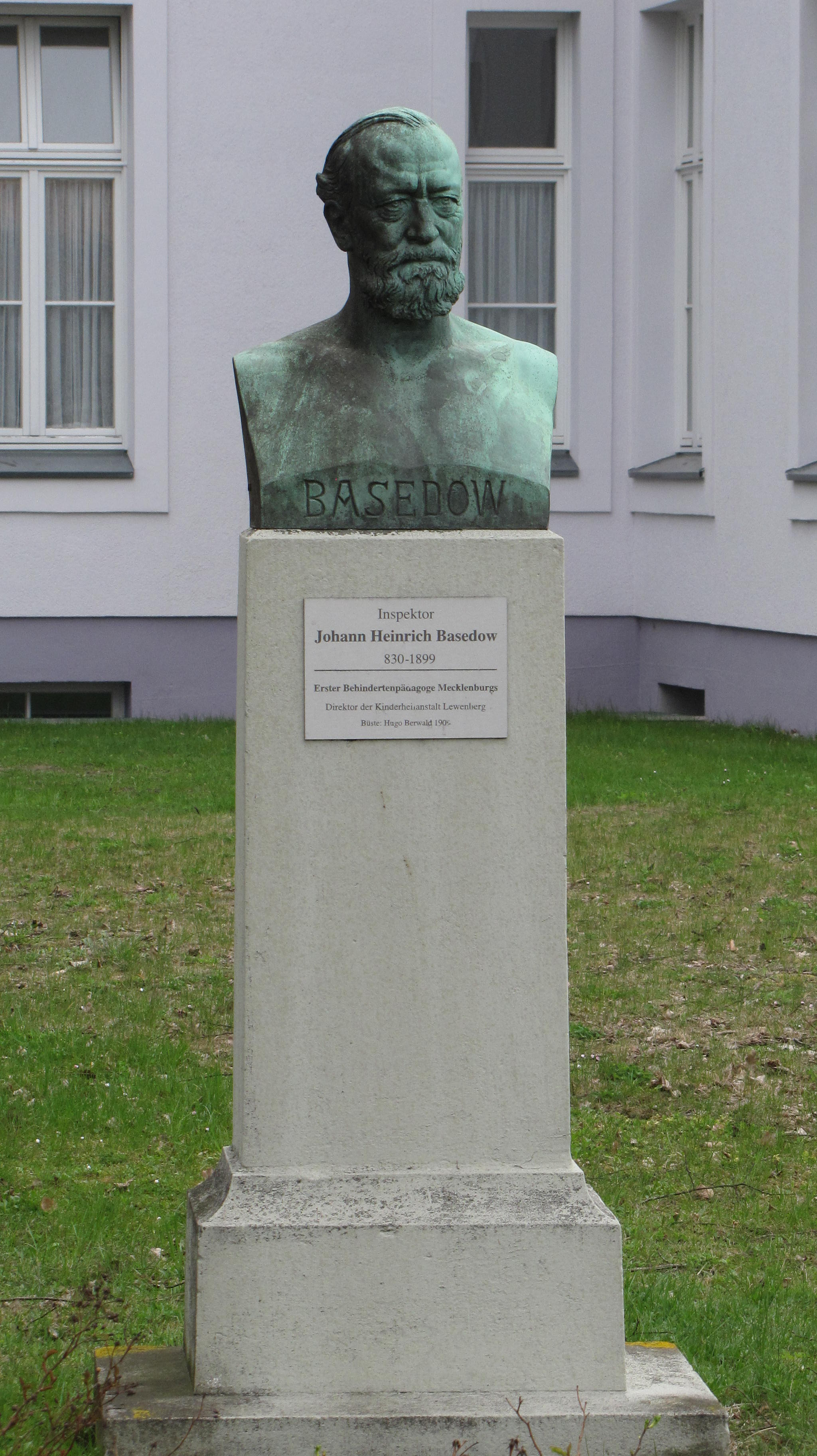
Johann Basedow, Büste von Hugo Berwald (1908)

Johann Basedow, auch Johann Heinrich Basedow, vollständig Johannes Joachim Heinrich Basedow (* 26. August 1830 in Groß Pravtshagen, heute Ortsteil von Upahl; † 5. August 1899 in Schwerin) war ein deutscher Behindertenpädagoge.

## Leben
Basedow war der Sohn eines Tagelöhners. Aufgrund seiner Begabung konnte er die Bürgerschule in Grevesmühlen besuchen und anschließend das Lehrerseminar in Ludwigslust. 1854 bestand er sein Examen als Lehramtskandidat. Im Oktober 1854 begann er seinen Dienst als Irrenlehrer an der Großherzoglichen Irrenanstalt auf dem Sachsenberg bei Schwerin. 1867 brachte er den Großherzog dazu, eine eigene Anstalt für Kinder zu gründen, und wurde der erste Inspektor dieser Bildungs- und Pflege-Anstalt für geistesschwache Kinder auf dem Lewenberg, die er 32 Jahre bis zu seinem Tod 1899 leitete. Wie der von ihm gewählte Name andeutete, ging es ihm darum, die behinderten Kinder im Rahmen ihrer Möglichkeiten zu fördern und lebenstüchtig zu machen. Die der Anstalt anvertrauten Kinder sollten nach ihrem Bildungsgrade und ihren Fähigkeiten unterrichtet  werden und  nicht  das  Schicksal  eines  eingesperrten „Anstaltsidioten“ erfahren. 1898 hatte die Anstalt 60 männliche und 55 weibliche Zöglinge. Für sein Wirken erhielt er 1897 das Verdienstkreuz des Hausordens der Wendischen Krone in Gold.
An ihn erinnert eine 1908 von Hugo Berwald geschaffene Bronze-Porträtbüste vor seiner langjährigen Wirkungsstätte, dem heutigen Haus 16 auf dem Gelände der Helios Kliniken Schwerin.
Seine Tochter Margarete (1871–1944) heiratete 1892 den Theologen Georg Krüger-Haye.